# Eunidia djiboutiana
Eunidia djiboutiana là một loài bọ cánh cứng trong họ Cerambycidae.